# Арватов, Юрий Игнатьевич
Юрий (Георгий) Игнатьевич Арватов (19 марта [1 апреля] 1898 — 10 декабря 1937 года) — российский, затем украинский и советский военный лётчик.

## Биография
Из санкт-петербургских дворян, православного вероисповедания. Родился в городе Вержболово Сувалкской губернии Царства Польского в семье чиновника, коллежского советника, специалиста по таможенному праву. Окончил полный восьмиклассный курс Варшавской 6-й мужской гимназии, — аттестат зрелости № 746 выдан в Москве, 29 мая 1916 года.
Участник Первой мировой войны. 

На военную службу принят 07.11.1916 охотником (добровольцем) на правах вольноопределяющегося и зачислен в списки Запасного воздухоплавательного батальона (г. Петроград). Срок службы — с 01.12.1916.
12.11.1916 командирован на офицерские Теоретические курсы авиации при Петроградском политехническом институте. 
30.12.1916 приведен к присяге и «переименован в рядовые».
10.02.1917 откомандирован в долгосрочную командировку в Англию (Кройдон), для обучения «моторному делу» и «практическим полётам».
16-19.09.1917 — по прибытии из командировки представлен к чину прапорщика авиационных войск и отправлен, согласно предписанию Управления военно-воздушного флота, в распоряжение инспектора авиации Юго-Западного фронта; исключён из списков Запасного воздухоплавательного батальона.
С конца сентября 1917 — в Действующей армии на Юго-Западном фронте, лётчик-истребитель.
Участник Гражданской войны в России.

В начале 1918 года перешёл на службу в создаваемую армию Украинской народной республики (УНР). В чине хорунжего служил военным лётчиком в 1-м Запорожском авиаотряде военно-воздушных сил Украинской державы. В ноябре 1918 в составе авиаотряда перешёл на сторону Директории УНР и продолжал служить в военной авиации УНР. Выполнял воздушную разведку. Летал в Бухарест, в Германию с дипломатической почтой, с ценными грузами.
К ноябрю 1919 года авиация армии УНР была фактически уничтожена. Группа офицеров авиаотряда, в том числе Ю. И. Арватов, пробралась из Каменец-Подольского в Одессу и присоединилась к дислоцированной там (на аэродроме завода Анатра) авиационной сотне Галицкой армии. В то время Галицкая армия и Вооружённые силы Юга России генерала Деникина были союзниками. По данным Кавтарадзе, на тот момент Ю. И. Арватов имел чин капитана.
Участник советско-польской войны.

В начале 1920 года Галицкая армия, оказавшись без союзников, отказалась воевать с наступавшей Красной армией и перешла на её сторону для совместных действий против поляков. Авиационная часть, в которой служил Ю. И. Арватов, была переформирована большевиками и переименована в 1-й Галицкий авиаотряд Красной Украинской Галицкой Армии. В апреле 1920 авиаотряд прибыл на Юго-Западный фронт советско-польской войны (под Бердичев—Казатин), в распоряжение 12-й Армии РККА.
25 апреля 1920 года поляки перешли в наступление на Киев и 27 апреля, в результате стремительного рейда конницы, окружили и захватили Казатин. В числе нескольких лётчиков Ю. И. Арватов успел вылететь из-под Казатина в Киев и продолжил службу в рядах Красной армии РСФСР, — в 21-м, затем в 23-м разведывательном авиаотряде.
В составе 9-го разведывательного военного авиаотряда РККА воевал на Южном фронте против Врангеля, в ноябре 1920 года участвовал в Перекопско-Чонгарской операции, был награждён орденом Красного Знамени (1921).
Назначен командиром 4-го отдельного разведывательного авиаотряда Туркестанского фронта, участвовал в боях с басмачами, в том числе в разгроме банд Джунаид-хана. Отряд вёл воздушную разведку и наносил удары по скоплениям басмачей. За бои на Туркестанском фронте был награждён вторым орденом Красного Знамени (1924) и орденом Красного Знамени Хорезмской НСР.
Осенью 1924 года СССР передал Афганистану шесть самолетов Р-1. Самолёты перегоняли по маршруту Ташкент — Кабул по воздуху. Перелет состоялся 29 сентября — 1 октября 1924 года, в состав группы входил и Ю. И. Арватов. Маршрут был особо сложный, пересекал снежный хребет Гиндукуш, протяжённость — 1400 км. В Афганистане в том же месяце авиагруппа приняла активное участие в подавлении антиправительственных восстаний в Зурмахе и в Хосте. За этот перелёт был награждён третьим орденом Красного Знамени (1924) и афганским орденом.
После окончания войны командовал эскадрильей.
В 1928 году служил в Ленинградском военном округе, где познакомился с сестрой М. Н. Тухачевского (в то время командовавшим этим округом) Елизаветой и женился на ней. Как родственник, часто общался с ним в неформальной обстановке.
Позднее работал техническим директором Общества воздушных сообщений «Дерулюфт».
После ареста М. Н. Тухачевского 22 мая 1937 года взял на воспитание его дочь Марию. Сотрудники НКВД, следившие за оставшимися на свободе родственниками М. Н. Тухачевского, сообщали руководству:

«По имеющимся сведениям, после расстрела Тухачевского, сёстры последнего посещают Арватова на его даче в 60—80 километрах от Москвы, где устраиваются попойки.»— Кантор Ю.З. Война и мир Михаила Тухачевского
Арестован 14 июля 1937 года по обвинению в шпионаже. Внесен в Сталинские расстрельные списки от 7 декабря 1937 года.  10 декабря 1937 года ВКВС приговорён к ВМН, приговор приведён в исполнение в тот же день на Коммунарке, захоронен там же.
Реабилитирован 10 декабря 1956 года.

## Семья
- Братья — Арватов, Борис Игнатьевич (1896—1940) — советский литературный критик, искусствовед, писатель, покончил с собой[5]; Арватов Вадим Игнатьевич (1899-?).
- Жена — Арватова-Тухачевская, Елизавета Николаевна (1906—1997), — сестра маршала М. Н. Тухачевского. Арестована 14 июля 1937 года, приговор вынесен 15 января 1938 года, 8 ИТЛ. После отбытия срока была задержана в лагере ещё на год (вместе с другими родственниками Тухачевского), освобождена в 1946 году, проживала в Александрове. В 1947 году дочь, тяжело заболев, приехала в Москву, врачи разрешили ночевать в палате. За нарушение установленного режима в 1948 году была вновь арестована, 28 августа 1948 года приговорена к ссылке на Колыму, в 1956 году[6] вернулась в Москву, была реабилитирована.
- Дочь — Марина, — после ареста родителей её взяли к себе родители отца. Как неблагонадёжные они не могли найти работу, жили бедно, Марина после 9-го класса пошла работать, заболела туберкулёзом и умерла в 18 лет.

## Награды
- Три ордена Красного Знамени РСФСР (7.02.1921 (Приказ РВСР № 42), 14.10.1924 (Приказ РВСР № 335), 16.10.1924 (Приказ РВСР № 349)[7]);
- Орден Красного Знамени Хорезмской НСР;
- орден Звезды 3-го класса (Афганистан, 1926)[8].